# Podaria
In geometria, la podaria di un curva rispetto ad un punto {\displaystyle P} detto polo è il luogo geometrico formato dalle proiezioni di {\displaystyle P} sulle rette tangenti alla curva; tali proiezioni sono anche i piedi delle normali alle rette tangenti alla curva passanti per il polo stesso (da cui il termine podaria). La curva originaria è detta anche antipodaria.

## Equazione della podaria
Siano date le equazioni parametriche della curva {\displaystyle \Gamma }:
{\displaystyle \left\{{\begin{matrix}x&=&f(t)\\y&=&g(t),\end{matrix}}\right.}
dove {\displaystyle f} e {\displaystyle g} sono due funzioni derivabili su un intervallo {\displaystyle I\in \mathbb {R} }. La tangente di {\displaystyle \Gamma } nel suo punto {\displaystyle \left(f(t),g(t)\right)} ha equazione
{\displaystyle y-g(t)={\frac {g^{\prime }(t)}{f^{\prime }(t)}}\left(x-f(t)\right).}
La proiezione di {\displaystyle P\left(x_{0},y_{0}\right)} sulla tangente si trova sulla retta perpendicolare a questa e passante per {\displaystyle P}:
{\displaystyle y-y_{0}=-{\frac {f^{\prime }(t)}{g^{\prime }(t)}}\left(x-x_{0}\right).}
Intersecando queste due rette si ottiene il generico punto della podaria, che ha le seguenti equazioni parametriche:
{\displaystyle \left\{{\begin{matrix}x&=&{\frac {x_{0}f^{\prime 2}(t)+(y_{0}-g(t))f^{\prime }(t)g^{\prime }(t)+f(t)g^{\prime 2}(t)}{f^{\prime 2}(t)+g^{\prime 2}(t)}}\\y&=&{\frac {g(t)f^{\prime 2}(t)+(x_{0}-f(t))g^{\prime }(t)f^{\prime }(t)+y_{0}g^{\prime 2}(t)}{f^{\prime 2}(t)+g^{\prime 2}(t)}},\end{matrix}}\right.}

## Casi particolari
Utilizzando l'equazione sopra descritta si possono calcolare alcuni casi significativi di podaria.

### Podaria della circonferenza

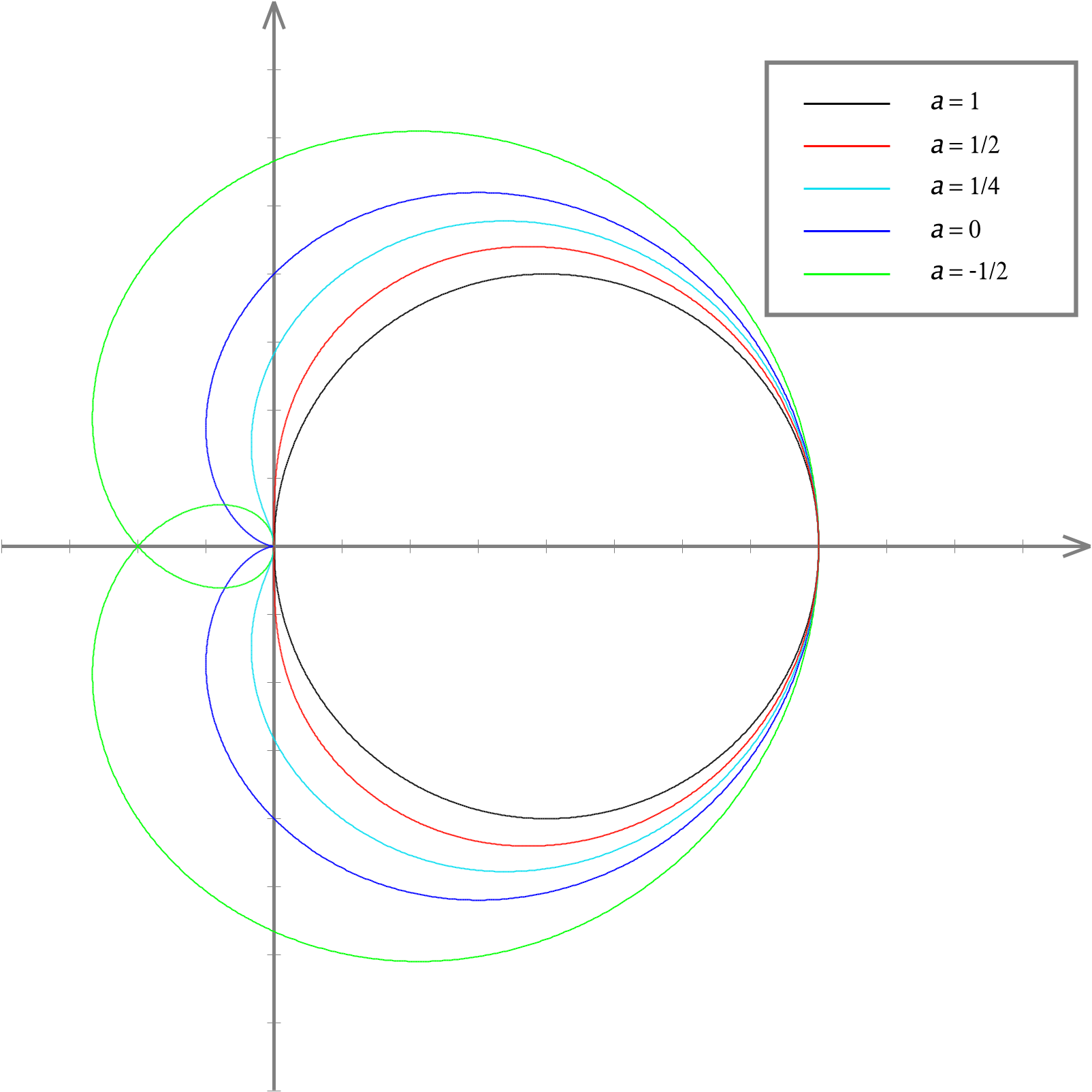
Esempi di podaria della circonferenza con poli in differenti posizioni

La podaria di una circonferenza è la lumaca di Pascal.
Per dimostrarlo, si considera una circonferenza passante per l'origine di raggio 1 e centro nel punto {\displaystyle (1,0)}, di equazioni parametriche:
{\displaystyle \left\{{\begin{matrix}x&=&1+\cos t\\y&=&\sin t.\end{matrix}}\right.}
Possiamo limitarci a considerare i poli {\displaystyle P(a,0)}, posti sull'asse delle ascisse, con {\displaystyle a\leq 1}. Le equazioni della podaria sono allora:
{\displaystyle \left\{{\begin{matrix}x&=&\cos t(1+\cos t)+a\sin ^{2}t=a+\cos t+(1-a)\cos ^{2}t\\y&=&\sin t(1+\cos t)-a\sin t\cos t=\sin t+(1-a)\sin t\cos t.\end{matrix}}\right.}
I casi possibili sono:
- {\displaystyle P} è il centro della circonferenza: la podaria è la circonferenza stessa;
- {\displaystyle P} è interno alla circonferenza: la podaria è senza nodi; se P dista dal centro meno di metà raggio, la podaria racchiude una regione convessa, altrimenti una regione concava;
- {\displaystyle P} è sulla circonferenza: la podaria è una cardioide;
- {\displaystyle P} è esterno alla circonferenza: la podaria è una curva intrecciata.

### Podaria della parabola

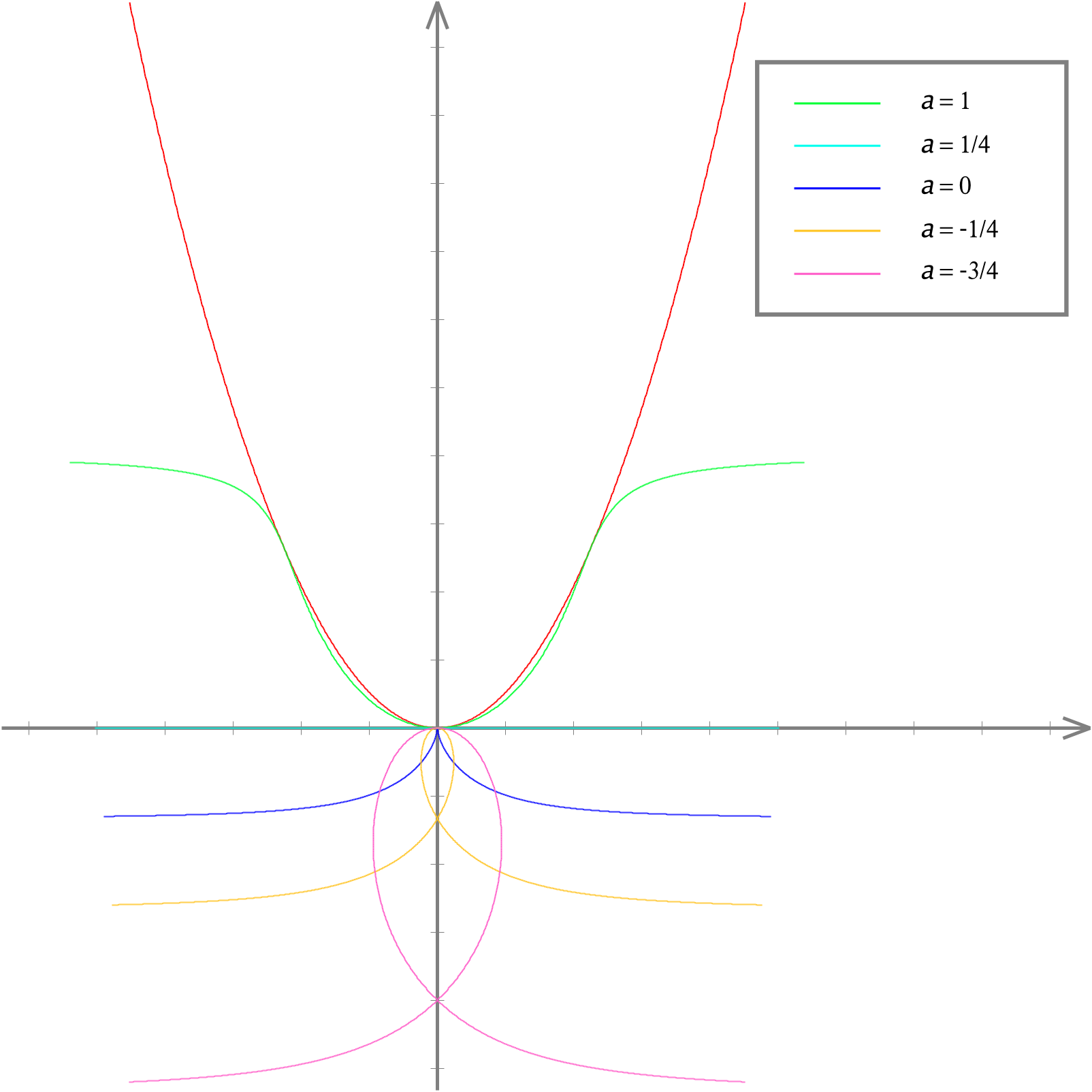
Esempi di podaria della parabola con poli in differenti posizioni

Consideriamo la parabola di equazione {\displaystyle y=x^{2}}; le sue equazioni parametriche sono {\displaystyle x=t} e {\displaystyle y=t^{2}}; dalla formula generale si ricavano le equazioni della podaria per un polo {\displaystyle P(0,a)} che giace sull'asse della parabola:
{\displaystyle \left\{{\begin{matrix}x&=&{\frac {2t(a+t^{2})}{1+4t^{2}}}\\y&=&{\frac {t^{2}(4a-1)}{1+4t^{2}}}.\end{matrix}}\right.}
Alcune podarie notevoli sono:
- {\displaystyle a=1/4}: il polo coincide con il fuoco della parabola; la podaria è l'asse delle ascisse;
- {\displaystyle a=0}: il polo coincide con il vertice della parabola; la podaria è una cissoide di Diocle;
- {\displaystyle a=-3/4}: il polo è il simmetrico del fuoco rispetti alla direttrice; la podaria è la trisettrice di Mac Laurin.